# Kroetzmühle
Kroetzmühle ist ein Ortsteil der Gemeinde Wrestedt (Samtgemeinde Aue) im niedersächsischen Landkreis Uelzen. 

## Geografie und Verkehrsanbindung
Der Ort liegt östlich des Kernortes Wrestedt und südöstlich  der Kreisstadt Uelzen.
Am südwestlichen Ortsrand fließt die Esterau, ein rechter Nebenfluss der Stederau, vorbei. Etwa 5 km westlich des Ortes verläuft der Elbe-Seitenkanal.
Im Westen liegt, in unmittelbarer Nähe, das 18 ha große Naturschutzgebiet Droher Holz.
Die B 71 verläuft etwa 5 km nördlich an Kroetzmühle vorbei.

## Die Wassermühle
Die Kroetzmühle, eine ehemalige Wassermühle, gab dem Ort seinen Namen. Sie wurde erstmals 1550 urkundlich erwähnt und war zunächst nur als Grützühle (daher der Name) eingerichtet. 1580 erhielt die Mühle dann einen Mahlgang. 1924 wurde das noch heute hier stehende Mühlengebäude errichtet. 1929 wurde das unterschlächtige Wasserrad, das im Bedarfsfall im Schwallbetrieb aus dem Mühlenteich zusätzliches Wasser erhielt, durch eine Turbine ersetzt. Die Mühle war bis 1987 noch in Betrieb. Die alte Einrichtung wurde vollständig erhalten und ist praktisch noch immer betriebsbereit.